# 登山口駅
登山口駅（とざんぐちえき）は、かつて和歌山県海草郡野上町（現在の紀美野町）下佐々にあった野上電気鉄道野上線の駅である。同線の終着駅であった。
駅名の「登山口」とは、駅から南東へ入った生石高原への登山口の意味で、野上電鉄廃線後の代替バス「オレンジバス」を運行している大十バスの停留所名に残る。

## 歴史
- 1928年（昭和3年）3月29日：野上軽便鉄道（のちに野上電気鉄道）が紀伊野上駅から路線を延伸し、生石口駅（おいしぐちえき）として開業。
- 1958年（昭和33年）6月12日：登山口駅に改称。
- 1994年（平成6年）4月1日：野上電気鉄道廃業および野上線廃線により廃駅。

## 駅構造
駅舎を持つ有人駅であり、駅員が配置されていた。
片面ホーム1面構造で、機回し線を持つ2線構造であった。終端側は引上線となっており、末期はここに付随車2両（クハ101・102）が留置されていた。
駅本屋内に直営自動車線（路線バス）登山口営業所を置き、出札窓口も鉄道・バス兼用の鉄道・バス兼用駅であった。

## 駅周辺
駅南側を貴志川が流れ、その対岸には集落が点在する。南へ進むと生石高原に至るが、駅から遠い所にある。駅北側は細い路地が入り組んでおり、その路地に沿って民家や商店が建つ。その路地を抜けると高野西街道（国道370号の現道）に至る。
- 四社大明神社
- 下佐々簡易郵便局
- 大十バス
  - 本社・車庫
  - 「登山口」停留所 - 紀美野町コミュニティバス（ふれあい号）も発着。
- 国道370号 - バイパス・現道（高野西街道）
- 和歌山県道169号奥佐々阪井線 - 貴志川の対岸を通る県道。
- 貴志川

野上電鉄は戦前、当駅から旧美里町の神野市場駅を経て高野山方面へ向かう免許を有していた。神野市場駅までは工事に着手したものの、ほとんど取り掛かれないまま、戦後になって免許は失効した。現在は倒壊した貴志川橋梁を初め、延長工事の跡が残存している。

## 現況

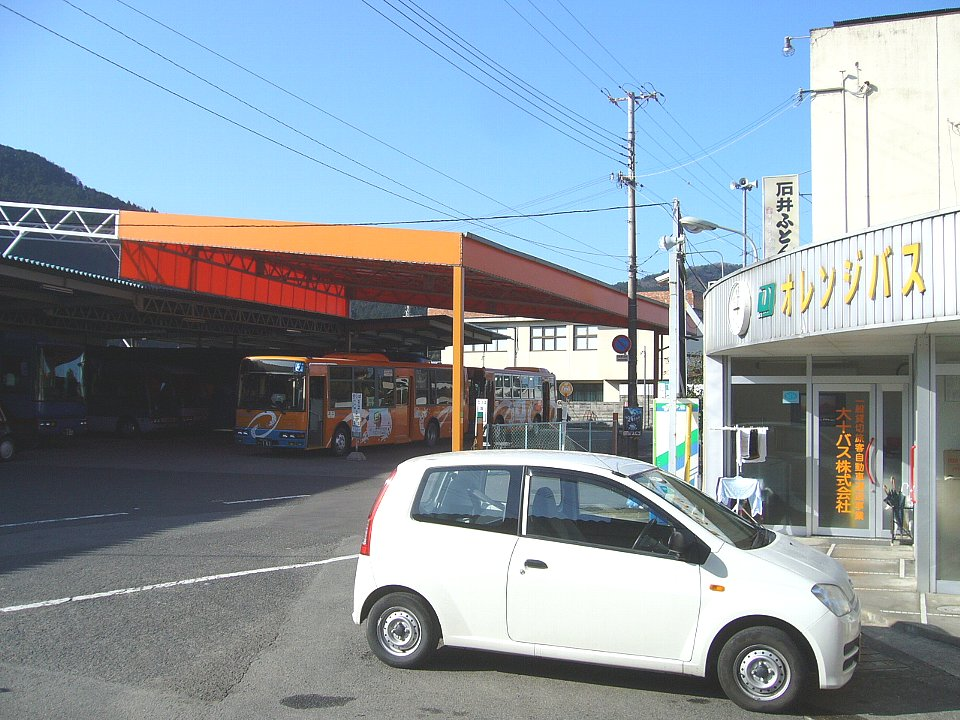
跡地。左奥の車庫の位置に駅舎があった（2007年3月）

駅跡には大十バスの本社・車庫が建っており、当時の面影は車庫、裏の道路から当時のホームが見られるぐらいである。駅前を含め大十バスの「登山口」停留所として活用されており、オレンジバス（野上電鉄代替バス）、紀美野町コミュニティバス（ふれあい号）が発着している。

## 隣の駅
野上電気鉄道
野上線
下佐々駅 - 登山口駅